# Ringsjön, Västergötland
Ringsjön är en sjö i Svenljunga kommun i Västergötland och ingår i Ätrans huvudavrinningsområde.